# Provision
Provision (von lateinisch providere ‚vorsorgen‘, ‚sorgen für‘) ist im deutschsprachigen Raum ein erfolgsabhängiges Entgelt für erbrachte Dienstleistungen und Geschäftsbesorgungen. Im Kirchenrecht wird die Verleihung der Anwartschaft auf ein kirchliches Amt und auch die Verleihung des Amtes als Provision bezeichnet.
Je nach Kontext und Branche sind anstelle des Begriffs „Provision“ andere Bezeichnungen üblich, so etwa Courtage, Kurtage, Aufschlag, Agio oder Packing. Wird die Provision demjenigen nicht offengelegt, der sie letztlich aufzubringen hat, wird von einer verdeckten Provision, einem Kick-back oder speziell in der Schweiz von einer Retrozession gesprochen.

## Allgemeines
Der Begriff Provision, wohl aus italienisch provvisione, findet sich 1549 bei Wolfgang Schweicker: „dem Factor prouision zalt“. Dem „Factor“ (Kommissionär, Vertreter) stand mithin eine Provision zu. Schweicker führte mit seinem Buch die italienische Doppik in Deutschland ein.
Der heutige Provisionsbegriff stammt aus dem deutschen Handelsrecht und wurde hier bereits im ADHGB vom Mai 1861 erwähnt. In Art. 290 Abs. 1 ADHGB (heute § 354 HGB) war die Provision für Dienstleistungen und Geschäftsbesorgungen vorgesehen. Adolf Mensching kommentierte im Jahre 1864 den Provisionsbegriff bereits in der heutigen Form. Die Vergütung für die Tätigkeit des Kommissionärs „heißt Provision und wird grundsätzlich nach Procenten berechnet“. Der Provisionsanspruch entstand jedoch nicht bereits für den Abschluss, sondern erst bei der Ausführung des Geschäfts, so dass erst die erfolgreiche Tätigkeit einen Provisionsanspruch auslöste.

## Handelsrecht
Das heutige deutsche Handelsgesetzbuch (HGB) übernahm den Provisionsbegriff für verschiedene kaufmännische Vermittlungstätigkeiten. Der allgemeine kaufmännische Provisionsanspruch für Geschäftsbesorgungen und Dienstleistungen ist in § 354 Abs. 1 HGB geregelt. Der Kaufmann hat für seine Tätigkeit Anspruch auf eine Provision. Der Begriff ist umfassend zu verstehen.  Insbesondere machen Handelsvertreter (§ 87 Abs. 1 HGB), Handelsmakler (hier heißt sie „Maklerlohn“; § 99 HGB), Kommissionäre (§ 396 Abs. 1 HGB)  und Spediteure (§ 407 Abs. 2 HGB) einen Anspruch auf Provision geltend. Die Versicherungs- oder Bausparkassenvertreter sind Handelsvertreter (§ 92 Abs. 1 HGB), für ihre Provisionen verweist § 92 Abs. 4 HGB deshalb auf § 87a Abs. 1 HGB, worin der Provisionsanspruch des Handelsvertreters geregelt ist.
Nach § 87 Abs. 1 HGB hat der Handelsvertreter Anspruch auf Provision für alle während des Vertragsverhältnisses abgeschlossenen Geschäfte, die auf seine Tätigkeit zurückzuführen sind. Es handelt sich um eine Erfolgsvergütung. In § 87a Abs. 1 HGB ist geregelt, dass der Provisionsanspruch des Handelsvertreters bei Ausführung des Geschäfts entsteht. Dieser Anspruch besteht auch dann, wenn feststeht, dass der Unternehmer das Geschäft ganz oder teilweise nicht oder nicht so ausführt, wie es abgeschlossen worden ist (§ 87a Abs. 3 HGB).

## Arten
Provisionen kommen bei verschiedenen Geschäften des täglichen Lebens vor, weitverbreitet sind sie bei Dienstleistungsunternehmen wie Kreditinstituten und Versicherungen. Entsprechend hoch ist die Zahl der Provisionsarten. Außer den bereits erwähnten gibt es noch Inkasso-, Delkredere- oder Kreditvermittlungsprovision. Delkredereprovision ist eine dem Handelsvertreter zustehende Provision für das von ihm übernommene Delkredererisiko (§ 86b Abs. 1 HGB), die Kreditvermittlungsprovision ist wie der Maklerlohn des Wohnungsmaklers ein Unterfall des § 652 BGB und mit der handelsrechtlichen Vermittlungstätigkeit verwandt. Alle Provisionsarten sind erfolgsabhängig, denn erfolgsunabhängige sind nicht mit dem Grundgedanken des § 652 ff. BGB vereinbar.

### Bankprovisionen
Im Kreditgeschäft ist die Bereitstellungsprovision, Kreditprovision und Überziehungsprovision üblich; ansonsten fallen Provisionen im Kreditbereich überwiegend bei der Kreditleihe an, wenn also keine Geldleihe zugrunde liegt. Hierzu gehören Avalkredite, bei denen Bürgschafts-, Garantie- oder Akkreditivprovisionen (Eröffnungs-, Avisierungs-, Bestätigungs- und Dokumentenaufnahmeprovision) berechnet werden. Auch für ihre Zwischenschaltung im Wertpapiergeschäft erheben Kreditinstitute eine Provision. Diese Transaktionskosten entstehen insbesondere bei Wertpapierkäufen und -verkäufen und setzen sich aus der vom Börsenmakler den Banken in Rechnung gestellten Maklercourtage (Maklerprovision) und der eigenen – wesentlich höheren – Bankprovision zusammen. Im internationalen Kreditverkehr ist die Gewährung von Konsortialkrediten besonders provisionsintensiv, wobei vor allem die Großbanken die unausgewogene Gebührenstruktur des Euromarktes nutzen, da die Lead-Manager einen ungleich höheren Anteil des gesamten Provisionsaufkommens als die übrigen Konsorten erhalten (Führungsprovision für die Wahrnehmung der Aufgaben des Konsortialführers). Das gilt auch für die Emission von Wertpapieren für Nichtbanken.
Sonderfall Innenprovision
Erhalten Kreditinstitute bei Geschäftsabschlüssen im Rahmen ihrer Anlageberatung Provisionen von dritter Seite (von Emittenten, Initiatoren oder Schuldnern der Geldanlage) oder zahlen sie solche an Vermittler (englisch Packing), so können diese Provisionen die Unabhängigkeit der Banken gefährden und einen Interessenkonflikt auslösen, wenn sie die erhaltenen oder gezahlten Provisionen dem Anleger nicht offenlegen (Innenprovisionen). Aus diesem Grund verlangt die Rechtsprechung des BGH und das Gesetz die Transparenz von verdeckten Innenprovisionen.
Der BGH hatte im Dezember 2006 bei Kommissionsgeschäften entschieden, dass Verbraucher erfahren müssen, welche Vergütungen Banken für eine Finanzvermittlung erhalten. Nur so könnten die Kunden einschätzen, wie groß das Eigeninteresse ihrer Bank an einer konkreten Anlageempfehlung sei. Er vervollkommnete seine Rechtsprechung über Bankprovisionen durch ein Urteil vom Juni 2014, wonach eine beratende Bank Kunden aufgrund von Anlageberatungsverträgen über den Empfang versteckter Innenprovisionen von Seiten Dritter unabhängig von deren Höhe aufzuklären hat. Nach § 70  WpHG (seit November 2007 ursprünglich als § 31d WpHG) ist den Wertpapierdienstleistungsunternehmen die Annahme von Zuwendungen Dritter im Zusammenhang mit der Erbringung von Wertpapierdienstleistungen, worunter insbesondere die Anlageberatung fällt (§ 2 Abs. 8 Satz 1 Nr. 10 WpHG), aufsichtsrechtlich untersagt. Etwas anderes gilt insbesondere nur dann, wenn die Zuwendung dem Kunden nach Art und Umfang offengelegt wird (§ 70 Abs. 1 Satz 1 Nr. 2 WpHG). Seit Januar 2013 dürfen Finanzintermediäre im Zusammenhang mit der Vermittlung von – nahezu sämtlichen – Kapitalanlagen Zuwendungen Dritter nur annehmen, wenn sie diese ihren Kunden offenlegen. Seit August 2014 schließlich ist ein Wertpapierdienstleistungsunternehmen nach § 31 Abs. 4b WpHG a.F. (seit 2018 in § 64 WpHG) verpflichtet, bei einer Anlageberatung den Kunden vor Beginn der Beratung und vor Abschluss des Beratungsvertrags darüber zu informieren, ob die Anlageberatung als Honorar-Anlageberatung erbracht wird. Das aufsichtsrechtliche Prinzip, wonach Provisions-Zuwendungen Dritter grundsätzlich verboten und allenfalls dann erlaubt sind, wenn diese offengelegt werden, ist daher als Ausdruck eines allgemeinen Rechtsprinzips bei der Auslegung der (konkludenten) Vertragserklärungen zu berücksichtigen.

### Versicherungsprovisionen
In der Versicherungswirtschaft werden zahlreiche Provisionsarten in unterschiedlichsten Gewichtungen je nach jeweiligem Unternehmensziel eingesetzt. Hierzu gehören vor allem Einmal-, Erst-, Folge-, Verlängerungs- oder Superprovisionen. Von Bedeutung sind insbesondere Abschlussprovision und Folgeprovision. Erstere erhält der Vertreter für den erfolgreichen Abschluss eines Versicherungsvertrages, letztere für die laufende Betreuung des Versicherten und die Bestandsverwaltung der Versicherungsverträge. Hohe Abschlussprovisionen sind vor allem in der Personenversicherung bekannt, während eine ausgeglichenere Gewichtung zwischen Abschluss- und Folgeprovision in Sachversicherungszweigen vorzufinden ist. Unter einer Superprovision versteht man die Provision, die einem unechten Generalvertreter für das Geschäft gezahlt wird, das die ihm organisatorisch unterstellten Handelsvertreter vermittelt haben.
Eine vollständige oder teilweise Provisionsabgabe an den Versicherungsnehmer ist unzulässig. Das Provisionsabgabeverbot ist seit dem 29. Juli 2017 in § 48b VAG gesetzlich geregelt.

### Maklergeschäft
Die Vermittlungsprovision eines Maklers beim Kauf oder Verkauf von an der Börse gehandelten Wertpapieren, Devisen oder Waren sowie im Immobilienhandel und in verschiedenen Dienstleistungssektoren bezeichnet man als Courtage (zu frz. courtier [kuʀˈtje], „Makler, Agent“) oder Kurtage. Beim deutschen Börsenhandel beträgt sie beim An- und Verkauf von Aktien und Bezugsrechten 0,06 %, bei festverzinslichen Wertpapieren 0,075 % des Kauf- bzw. Verkaufspreises. Beim Aktienhandel in Frankfurt sind die Werte 0,04 % bei DAX-Werten und 0,08 % bei allen anderen Aktien.
Die zulässige Provisionszahlung an einen Immobilienmakler für die Vermittlung einer Mietwohnung ist in Deutschland durch das Wohnungsvermittlungsgesetz (WoVermRG) geregelt. Demnach darf die verlangte Provision maximal zwei Monatsmieten ohne Nebenkosten (zuzüglich der Umsatzsteuer von aktuell 19 %) betragen (§ 3 Satz 2 WoVermRG). Ein Makler darf die Provision nur verlangen, wenn dies vorher vereinbart war (ein Hinweis des Maklers, dem nicht widersprochen wurde, reicht aus) und wenn der Makler aktiv bei der Vermittlung tätig war. Ein Makler darf keine Provision verlangen, wenn er selbst Miteigentümer der vermittelten Immobilie ist, wenn er wirtschaftlich eng mit der Hausverwaltung o. ä. verbunden ist oder wenn eine Sozialwohnung vermittelt wird. Seit Juni 2015 zahlt nicht mehr der Mieter die Maklerprovision, sondern diese wird vom Auftraggeber geleistet (Bestellerprinzip (Immobilienwirtschaft)). Dies ist in der überwiegenden Zahl der Fälle der Vermieter.
Die Neureglung gilt allerdings nur bei der Vermietung von Mietwohnungen. Beim Kauf oder Verkauf einer Immobilie gibt es keine festgelegte Gebührenordnung. Deshalb ist die Provision Verhandlungssache und von Bundesland zu Bundesland unterschiedlich. Sie liegt zum Beispiel in Baden-Württemberg derzeit (2020) bei ca. 4,5 %, während sie in Hessen bei 5,95 % liegt. Zudem ist es unterschiedlich, wer die Maklergebühr zu zahlen hat. Der Makler hat drei Möglichkeiten, seine Provision anzubieten:
- Innenprovision (nur der Verkäufer zahlt): wird vom Verkäufer und Makler bestimmt und ist vom Käufer nicht einsehbar.
- Außenprovision (nur der Käufer zahlt): ist ausgewiesen und somit für den Käufer einsehbar.
- Mischform (Käufer sowie Verkäufer zahlen): ist die häufigste Form der Provision.

2020 wurde die hälftige Kostenteilung der Maklerprovision bei Kauf von Wohnungen und Einfamilienhäusern in § 656c BGB  als Regelfall festgeschrieben. Damit sollten die Erwerbsnebenkosten gesenkt werden, da in einigen Bundesländern  wie Hamburg, Bremen, Berlin, Brandenburg und Hessen die Maklergebühr in der Regel allein vom Käufer getragen wurde. Die Neuregelung in § 656c BGB gilt jedoch nicht für unbebaute Grundstücke, Mehrfamilienhäuser oder Gewerbeobjekte.

## Berechnung und Fälligkeit
Nach Art. 6 Abs. 2 EG-Richtlinie ist Provision jeder Teil der Vergütung, der nach Zahl oder Wert der Geschäfte schwankt. EU-rechtlich ist deshalb die Provision eine betrags- oder mengenabhängige Größe. Berechnungsgrundlage für Provisionen ist allgemein der Wert (Betrag) eines provisionspflichtigen Geschäfts. Um die Betragsabhängigkeit zu begrenzen, wird die Provision in Prozent oder Promille vom Betrag angegeben. Berechnungsgrundlage ist gemäß § 87b Abs. 2 HGB der Bruttobetrag der Leistungssumme, Rabatte und Nebenkosten dürfen nicht abgezogen werden. Der Makler kann nach § 652 Abs. 1 BGB eine Courtage verlangen, sobald der von ihm vermittelte Vertrag zustande kommt. Diese erfolgsabhängige Regelung ist strukturell in allen Bestimmungen enthalten. Beim Kommissionär ist die Provision nach § 396 Abs. 1 HGB bei Ausführung fällig, das gilt auch nach § 87a Abs. 1 HGB für den Handelsvertreter. Nach § 87a Abs. 4 HGB ist die Provision am letzten Tag des ersten Monats nach dem Abrechnungszeitraum fällig.

## Abgrenzung
Gegeneinander abzugrenzen sind Provision, Tantieme, Prämie und Gebühr. Die Provision ist wie die Tantieme eine Beteiligung an den abgeschlossenen Geschäften. Der Erfolg der Tätigkeit des Arbeitnehmers ist der der Bemessung der Provision zugrunde liegende Faktor. Die Tantieme ist im Unterschied zur Provision jedoch eine Gewinnbeteiligung und wird ohne Rücksicht auf Gewinn oder Verlust des Arbeitgebers gezahlt. In der Umsatztantieme sieht die herrschende Meinung eine Zwischenform zwischen Tantieme und Provision, der nach Auffassung des Bundesarbeitsgerichts Provisionscharakter zukommt. Unter einer Prämie im engeren Sinne ist der Leistungslohn in der Form eines Akkord- oder Leistungslohnes zu verstehen, im weiteren Sinne gehören Anwesenheits- und Treueprämien hierzu. Gebühren werden betragsunabhängig entrichtet und sind allenfalls nach Betragshöhen gestaffelt.

## Besteuerung und Bilanzierung
Provisionszahlungen sind grundsätzlich umsatzsteuerbar (§ 1 UStG). Nach § 4 Nr. 8 UStG sind die meisten Bankgeschäfte, also auch die herfür berechneten Provisionen, genauso umsatzsteuerbefreit wie Versicherungsleistungen (Nr. 10) und die Umsätze der Bausparkassenvertreter, Versicherungsvertreter und Versicherungsmakler (Nr. 11). Da diese Bank- und Versicherungsgeschäfte von der Mehrwertsteuer befreit sind, trifft dies auch auf die mit ihnen im Zusammenhang stehenden Provisionen zu. Provisionen zählen jedoch steuerlich zu den Einnahmen und unterliegen daher bei gewerblicher Tätigkeit den steuerpflichtigen Einkünften aus Gewerbebetrieb oder aus selbständiger Arbeit. Findet das Geschäft zwischen dem Verkäufer und dem Mittler statt, und der Mittler fakturiert dann dem Käufer auf eigene Rechnung, so sind Einkaufsrabatte, auch wenn diese als Provisionen bezeichnet werden, keine gesondert steuerbaren Umsätze: Das Prinzip der Differenzbesteuerung ermittelt hier Umsatzsteuer- und Einkommensteueranteile vom Geschäftsvorfall als Ganzem.
Bei der Bilanzierung von Nichtbanken gehören die Provisionserträge in der Gewinn- und Verlustrechnung nach § 275 Abs. 2 Nr. 11 HGB zu den „sonstigen Zinsen und ähnlichen Erträgen“, bei Kreditinstituten nach § 30 RechKredV zu den „Provisionserträgen“. Hierunter sind zu verbuchen „Provisionen und ähnliche Erträge aus Dienstleistungsgeschäften wie dem Zahlungsverkehr, Außenhandelsgeschäft, Wertpapierkommissions- und Depotgeschäft, Erträge für Treuhandkredite und Verwaltungskredite, Provisionen im Zusammenhang mit Finanzdienstleistungen und der Veräußerung von Devisen, Sorten und Edelmetallen und aus der Vermittlertätigkeit bei Kredit-, Spar-, Bauspar- und Versicherungsverträgen“. Zu den Erträgen gehören auch Bonifikationen aus der Platzierung von Wertpapieren, Bürgschaftsprovisionen und Kontoführungsgebühren.

## Provision im angelsächsischen und französischen Sprachraum
Im angelsächsischen und französischen Sprachraum steht die lateinische Übersetzung in Form der „Vorsorge“ im Vordergrund, denn unter „provision“ [engl. pɾ̺ovˈiʃən] oder [franz.provisjˈõ] versteht man hier im Rahmen der Bilanzierung die Rückstellungen. IAS 37 spezifiziert die bilanzielle Behandlung von „provisions, contingent liabilities and contingent assets“ (Rückstellungen, Eventualverbindlichkeiten und -forderungen). „Provisions“ sind danach Verbindlichkeiten ungewisser Fälligkeit oder Höhe.
In diesen Sprachräumen übernimmt das Wort „commission“ den Inhalt der deutschen „Provision“.

## Provision im Kirchenrecht
Dem Kirchenrechtler Johann August von Grolman zufolge versteht man kirchenrechtlich unter Provision „Handlungen, wodurch jemandem eine Pfründe (ein Kirchenamt) auf kanonische Weise übertragen wird“. Während die ordentliche Provision durch Wahl geschieht, bestimmt bei der außerordentlichen Provision der Papst jemanden für ein Kirchenamt. Die zuständige kirchliche Autorität „providierte“ eine Person mit einem bestimmten Amt. Das im März 1448 veröffentlichte Wiener Konkordat stellte die Besetzung der Kirchenämter und die kirchliche Organisation im Reich auf ein solides Fundament. Die Wahl der Bischöfe durch das Domkapitel wurde einvernehmlich gebilligt. Der Heilige Stuhl erhielt ein Einspruchsrecht bei Bischofswahlen. Der Papst hatte das Besetzungsrecht für Pfründen, die in den ungeraden Monaten des Jahres frei geworden waren, in den anderen Monaten stand das Recht dem ordentlichen Kollator zu.
Später wurde der Begriff erweitert auf die Versorgung oder den Unterhalt einer Person, oft in Form einer regelmäßigen Zahlung wie einer Leibrente. In diesem Sinne ist die „Versorgung“ das Synonym zur Provision.